# Giuseppe Avitrano
Giuseppe Antonio Avitrano (Napoli, ca 1670 – Napoli, 19 marzo 1756) è stato un compositore e violinista italiano.

## Biografia
Proveniente da una famiglia di musicisti, Giuseppe Antonio Avitrano fu violinista presso l'orchestra della corte di Napoli dalla fine degli anni 1690 fino alla sua morte.
Le sue prime opere sono due serie di dieci sonate da chiesa a tre voci op. 1 e 2, che Avitrano dedicò à Marzio Carafa duca di Maddaloni (1650 - 1703).
Avitrano è conosciuto soprattutto per le sue sonate a quattro per tre violini e basso op. 3, pubblicate nel 1713, che si basano sul modello sviluppato a Napoli alla fine del Seicento da compositori come Pietro Marchitelli (1643 - 1729) e Giancarlo Cailò (ca 1659 - 1722). Con queste sonate, Avitrano ha contribuito in maniera significativa a questa forma maggiore di musica per violino. Nell'op. 3, le sonate più note sono la nº 1 L'aurora, la nº 2 L'Aragona, la nº 8 La Columbrano e la nº 10 La Maddaloni.
Le 12 sonate dell'op. 3 sono dedicate a Carlo Pacecco Carafa, e ognuna delle sonate porta il nome di una persona o di una famiglia imparentata con i Carafa o, comunque, socialmente o politicamente vicina, ad esempio Sanseverino, Barberini, Borromini, Colubrano (ovv. Columbrano o Colobrano), Maddaloni o Pacecco.

## Lavori
- 10 sonate a tre, 2 violini, violone, organo, op. 1 (Napoli, 1697)
- 10 sonate a tre, 2 violini, violone, organo, op. 2 (Napoli, 1703)
- 12 sonate a quattro, 3 violini, basso continuo, op. 3 (Napoli, 1713)
- 7 cantate, per soprano e basso continuo
- Te Mariam laudamus, per voci (S, S, A, T, T, B) 2 oboi, 3 violini, b.c., (Napoli, 1746)
- Missa defunctorum, (Napoli, 1721)